# Die Welt der Suzie Wong
Die Welt der Suzie Wong (Originaltitel: The World of Suzie Wong) ist ein US-amerikanisch-britischer Spielfilm aus dem Jahr 1960 von Richard Quine. Das Drehbuch verfasste John Patrick. Es basiert auf dem gleichnamigen Roman von Richard Mason und dem Bühnenstück von Paul Osborn. Die Hauptrollen sind mit William Holden, Nancy Kwan und Sylvia Syms besetzt. Seine Premiere hatte der Film am 10. November 1960 in New York City. In der Bundesrepublik Deutschland konnte man das Werk erstmals am 3. März 1961 auf der Leinwand sehen.

## Handlung
Bei der Fahrt mit der Star Ferry nach Hong Kong Island starrt der amerikanische Architekt Robert Lomax auf das hübsche Gesicht einer jungen Chinesin. Er zögert nicht lange und fängt an, sie zu zeichnen. Hochmütig gibt die Schönheit dem Fremden zu erkennen, dass sie nicht wünsche, skizziert zu werden. Als die Fähre anlegt, verschwindet die Chinesin schnell im Gewimmel der Menge.
Lomax beabsichtigt, ein Jahr in Hongkong zu verbringen, um sich selbst zu beweisen, dass er trotz notorischen Geldmangels auch als Maler etwas tauge. Quartier findet er in dem zweitklassigen Nam-Kok-Hotel. Bald muss er feststellen, dass er hier der einzige Dauermieter ist. Hauptsächlich ist das Hotel ein Treffpunkt für amüsierfreudige Männer mit leichten Mädchen. Zu Roberts Erstaunen ist eine von ihnen die Suzie Wong, die er von der Fähre her kennt. Unverblümt schlägt sie ihm vor, sie würde gerne seine ständige Begleiterin werden, doch der Amerikaner lehnt höflich ab.
Als Lomax ein Bankkonto eröffnet, stellt ihm der britische Bankangestellte O’Neill seine Sekretärin und Tochter Kay vor, die auf den Maler einen tiefen Eindruck macht. Auch Kay fühlt sich sogleich von dem neuen Kunden angezogen. Wieder zurück im Nam-Kok-Hotel, lässt Robert Suzie Wong zu sich kommen. Deren anfängliche Freude weicht rasch der Enttäuschung, als ihr der Maler erklärt, sie solle ihm lediglich Modell stehen. Aber unter der Voraussetzung, dass sie sich anderen Leuten gegenüber als seine Geliebte ausgeben darf, entspricht sie seinem Wunsch.
Lomax lädt sein Modell zum Abendessen ein. Im Lokal ist auch O’Neill mit seiner Tochter. Als Robert mit Kay zu flirten beginnt, wird Suzie eifersüchtig. Mit List gelingt es ihr, Robert von Kay zu trennen. Zurück im Hotel erreicht die Chinesin, dass sie von Robert auf dessen Zimmer mitgenommen wird. Sie bittet ihn, sie zu seiner ständigen Freundin zu machen, dann seien ihr alle anderen Männer egal. Robert scheut sich, die Frage zu beantworten. Bald darauf wendet Suzie all ihre Verführungskünste an, um den Maler an sich zu fesseln. Der aber zieht sich gerade für ein Rendezvous mit Kay um. Beharrlich weigert sich Suzie, das Zimmer zu verlassen; nur hier will sie auf seine Rückkehr warten. Der genervte Robert lässt sie gewähren.
In Kays Gesellschaft befindet sich auch Ben Marlowe mit seiner Frau. Robert erkennt in ihm einen Gast aus dem Nam-Kok-Hotel, verschweigt diesen Umstand aber gegenüber Mrs. Marlowe. Nach dem Essen nimmt Robert Kay mit ins Hotel, um ihr seine Aquarelle zu zeigen. Kaum haben die beiden Roberts Zimmer betreten, gebärdet sich die Chinesin wie eine Furie und beleidigt Kay. Wütend wird sie von dem Maler weggeschickt.
Als Suzie wieder einmal von einem betrunkenen Matrosen misshandelt wird, kommt ihr Robert zu Hilfe und setzt den Unhold vor die Tür. Stolz verkündet darauf Suzie ihren „Kolleginnen“, sie sei von Robert in blinder Eifersucht geschlagen worden. Mit der Zeit aber verlieben sich der Maler und die schöne Chinesin immer mehr ineinander. Als schließlich Robert das Geld ausgeht, weil sich seine Bilder nur schlecht verkaufen lassen, will Suzie für ihn „anschaffen“ gehen. Robert ist entsetzt und trennt sich von ihr, doch vergessen kann er sie nicht.
Eines Tages ist Suzie plötzlich verschwunden. Der Maler macht sich sogleich auf die Suche nach ihr. Stunden später findet er seine Geliebte im Elendsviertel, wo er feststellen muss, dass sie ein Kind hat. Als ihm Suzie erneut vorschlägt, für ihn „anschaffen“ zu gehen, beleidigt er sie. Darauf trennen sich ihre Wege erneut.
Wochen vergehen. Robert findet keine Ruhe, weil er die Chinesin nicht vergessen kann. Immer wieder irrt er im Regen durch Hongkongs Straßen, um Suzie zu suchen. Längst hat er den Entschluss gefasst, sie zu heiraten. Als er schon die Hoffnung aufgeben möchte, findet er sie. Das Mädchen trauert, weil es bei einer Naturkatastrophe sein Kind verloren hat. Wortlos, aber glücklich, schließen sich die zwei in die Arme.

## Kritik
Das Lexikon des internationalen Films hält nicht viel von dem Streifen. Es zieht folgendes Fazit: „Love story zwischen amerikanischem Maler und chinesischem Taxigirl in der Halbwelt von Hongkong. Nach dem Roman von Richard Mason mit teurem fernöstlichem Aufputz, vielen Sentimentalitäten und einem naiven Moralkodex präsentierte Unterhaltung, die sich geschickt um Gemütseffekte und interessantes Lokalkolorit bemüht.“ Der Spiegel urteilt in seiner Ausgabe 12/1961: „Der Film kann als Beispiel dafür gelten, was Amerikaner nicht nur an Geld (13 Millionen Mark), sondern auch an Fleiß, Sorgfalt und handwerklichem Können investieren, um ein Thema von so geringem spezifischen Gewicht aufzubereiten: Das Stück gehört zum derzeit üppigen Sortiment der Dirnendramen […]. Dem Drehbuch liegt des Engländers Richard Mason gleichnamiger Roman zugrunde, der freilich auf Hollywood-Bedürfnisse zurechtgestutzt wurde. So ist etwa der Held – ein Adept der Malkunst, der sich in Liebe einer chinesischen Alleinunterhalterin zuwendet – nicht mehr Brite in bescheidenen Verhältnissen, sondern Amerikaner und bereits erfolgreich […].“

## Auszeichnungen
Die Welt der Suzie Wong gewann 1961 einen Golden Globe Award und war für vier weitere Preise nominiert:
- Golden Globe Awards 1961

- Beste Nachwuchsdarstellerin (Nancy Kwan)
- Zwei weitere Nominierungen in den Kategorien Beste Hauptdarstellerin – Drama (Nancy Kwan) und Beste Filmmusik (George Duning)

- Laurel Awards 1961

- Zwei Nominierungen in den Kategorien Bestes Filmdrama (4. Platz) und Bester Hauptdarsteller – Drama (William Holden)

## Quelle
- Programm zum Film: Illustrierte Film-Bühne, Vereinigte Verlagsgesellschaften Franke & Co., München, Nummer 05657